# Badeend

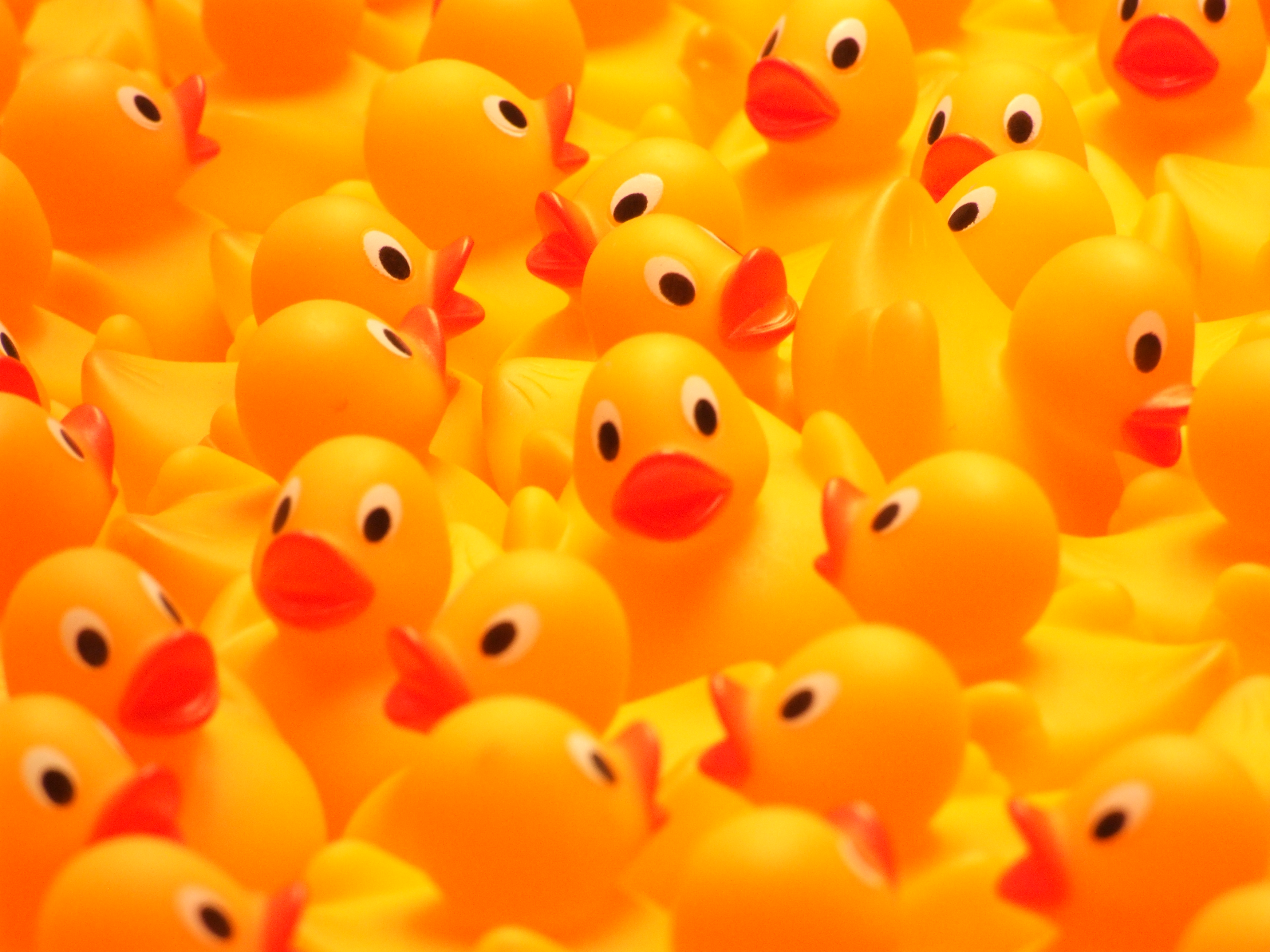
Collectie badeenden

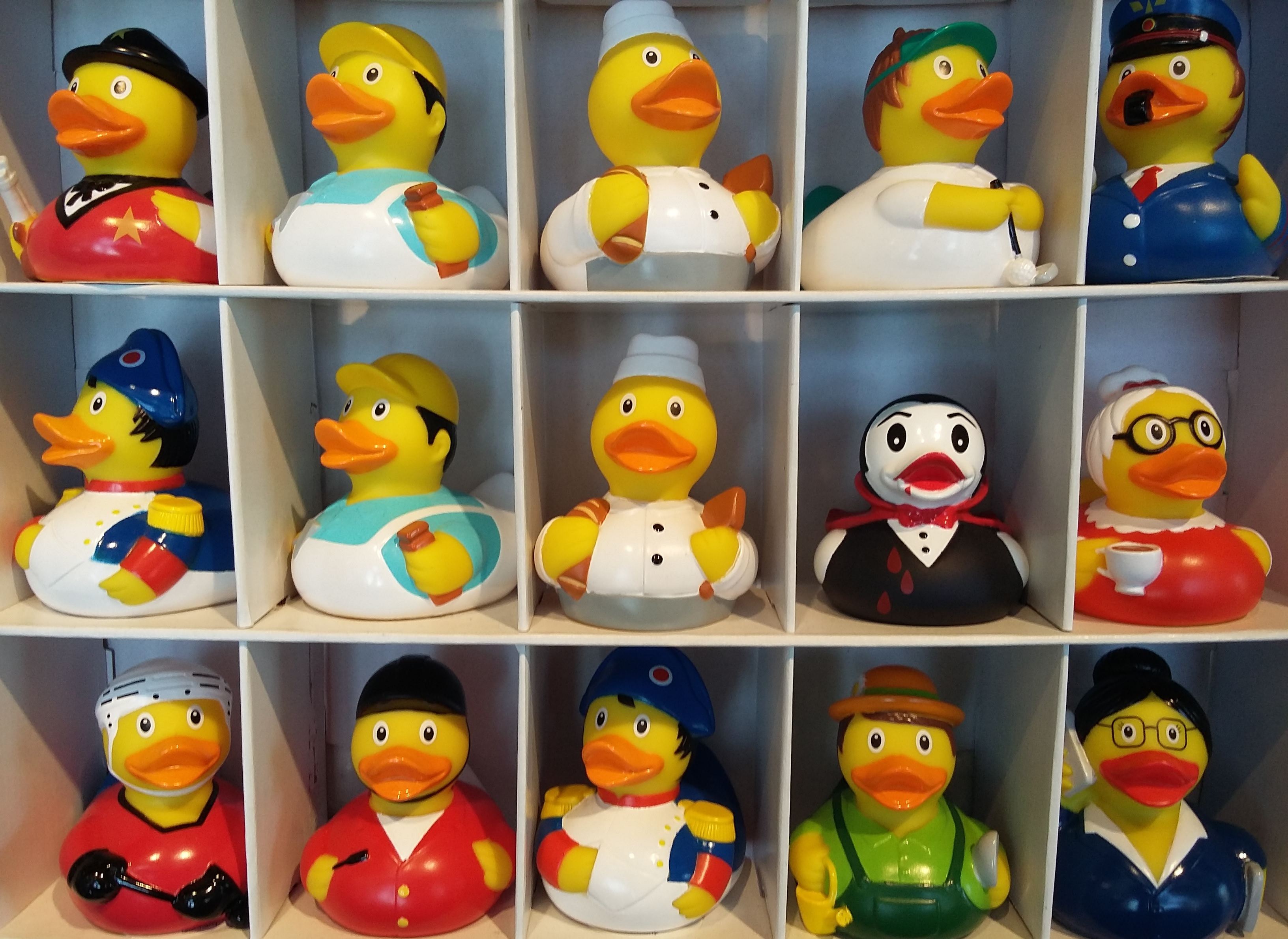
Verschillende soorten badeenden

Een badeend is een plastic stuk speelgoed in de vorm van een eend, dat in een badkuip kan drijven. Het is daarom een geijkt badspeelgoed voor jonge kinderen. Vaak piept de eend als er in geknepen wordt.
Oorspronkelijk werden de rubber eenden van gevulkaniseerd rubber gemaakt maar deze konden nog niet drijven. Ze waren bedoeld als speelgoed en om in te knijpen. In de jaren veertig ontwikkelde de Amerikaan Peter Ganine een patent op een holle drijvende badeend. Hiervan werden er meer dan vijftig miljoen verkocht. Tegenwoordig worden de meeste badeenden van PVC gemaakt. Naast gele eendjes zijn er ook vele varianten zoals eenden in allerlei kleuren of eenden die een bepaald beroep of doelgroep uitbeelden en andere dieren.
Omdat de eendjes tegenwoordig hol zijn met een opening aan de onderkant en deze in een warme vochtige omgeving worden gebruikt ontstaat er na verloop van tijd een laagje schimmel aan de binnenkant. Men is het er niet over eens of dit schadelijk is of juist beter voor de afweer.

## Badeendjes in de moderne cultuur

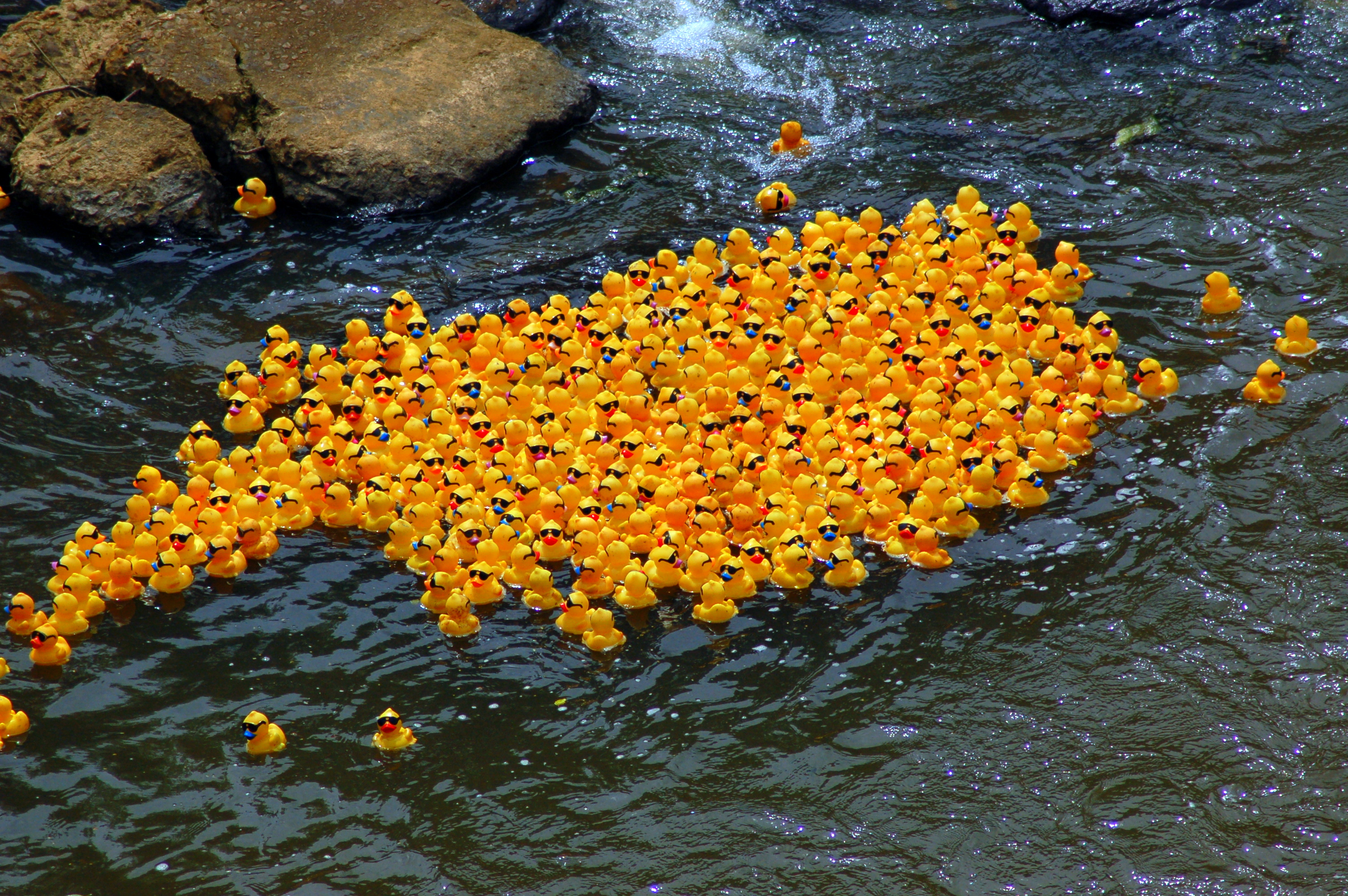
Badeendenwedstrijd in Greenville (South Carolina)

Badeendjes spreken aan door hun eenvoud en onschuldige imago. Er zijn badeendverzamelaars over de hele wereld. Het Guinness Book of Records meldde in 2011 dat de grootste verzameling unieke badeenden op naam van de Amerikaanse Charlotte Lee, bestaand uit 5.631 unieke exemplaren.
De badeend werd in 2013 opgenomen in de Amerikaanse National Toy Hall of Fame. Hierin worden speelgoed en spellen opgenomen die bewezen hebben in de loop van de jaren hun populariteit te behouden.

### Wedstrijd
De badeend wordt soms tot ongenoegen van milieuorganisaties door goede doelen gebruikt om geld op te halen. Voor een wedstrijd kan een eendje geadopteerd of gesponsord worden. Alle eendjes worden genummerd op een open water losgelaten. Het speeltje dat als eerste een bepaald markeringspunt passeert wint een prijs.

### Reuzeneend
De Nederlandse kunstenaar Florentijn Hofman stelt sinds 2007 over de hele wereld sterk uitvergrote badeenden in havens tentoon onder de titel Rubber Duck. De hoogte varieert van 5-26 meter. Deze eenden drijven op een onzichtbaar ponton en kunnen door een elektrisch mechanisme van binnen worden opgeblazen.

### Overboord
In 1992 sloeg een zeecontainer met 28.800 badeendjes en andere badspeeltjes tijdens een storm overboord van een vrachtschip in de Grote Oceaan. De wind en de golfstromen voerden duizenden badeendjes naar de stranden van Alaska, en enkele honderden dreven door de Beringstraat, waarna ze jaren vastgevroren bleven in het Noordpoolijs. In 2000 werden ze gezien voor de kust van IJsland en een jaar later in het noorden van de Atlantische Oceaan, ongeveer op de plaats waar de Titanic is gezonken. Badeendjes van deze groep werden in 2003 teruggevonden op stranden langs de Amerikaanse Atlantische kust van Maine tot Massachusetts, waardoor waardevolle informatie over golfstromen werd verkregen. Curtis Ebbesmeyer, een oceanograaf in de Amerikaanse plaats Seattle, heeft de beestjes jarenlang gevolgd. De overgebleven eendjes, die door het zoute water en de zon sterk verbleekt waren, zijn in de zomer van 2007 op de Engelse kust bij Cornwall aangespoeld. Deze hele route is beschreven in het boek Moby-Duck van Donovan Hohn.
Het boek Tien kleine rubbereendjes (originele titel: 10 Little Rubber Ducks) van Eric Carle over tien eendjes die overboord slaan is geïnspireerd door de lotgevallen van deze badeendjes.

### Rubber duck debugging

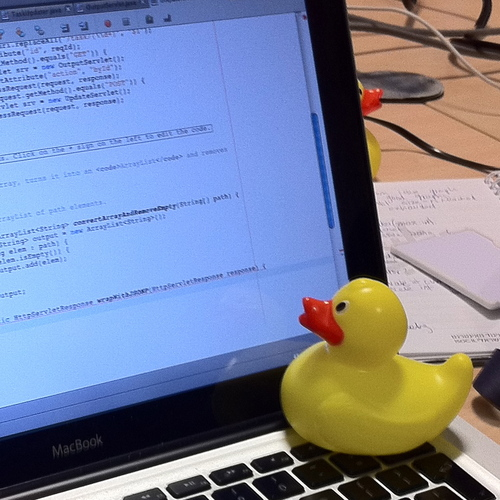
Rubber duck debugging, de badeend als assistent.

In de IT-sector wordt de term rubber duck debugging gebruikt. Als een programmeur een probleem niet kan oplossen, bijvoorbeeld een fout in de software die maar niet gevonden wordt, dan legt hij aan een badeend (of een ander levenloos voorwerp) uit wat er aan de hand is. De eend zegt natuurlijk niets terug, maar door het goed te formuleren komt de programmeur zelf op het juiste antwoord.

### Sesamstraat
Ernie uit Sesamstraat heeft een rubber eendje als favoriete speelgoed, dat zelfs trompet kan spelen. Op een Engelstalige plaat zingt hij het lied Rubber Duckie als ode aan zijn badeend, maar ook op de Nederlandse versie refereert Ernie veelvuldig aan zijn Rubbereendje.

### Komeet
'Badeend' is de bijnaam van de komeet 67P/Tsjoerjoemov-Gerasimenko die enkele kilometers in doorsnede is en de vorm van een badeend heeft. De ruimtesonde Philae bereikte in december 2016 de komeet maar landde in een donkere zone waardoor er bijna geen gegevens doorgegeven zijn.

### Wie is de Mol?
In seizoen 23 van het programma Wie is de Mol? kwamen regelmatig badeendjes voor. Zo moesten ze bij een opdracht in aflevering 4 een grote badeend naar boven brengen en ook stonden de coördinaten van de piloot van het vliegtuig waarmee boven de finish van deze tocht moest worden gevlogen om te waarschuwen dat de envelop met het vraagteken niet moest worden geopend op badeendjes die in een meer bij het hotel lagen waarin de kandidaten die dag verbleven. Deze badeendjes vormden een hint naar Jurre Geluk die dat jaar de Mol bleek te zijn. De eendjes verwezen naar Guus Geluk.

### The Masked Singer
In 2023 deed actrice Tina de Bruin als badeend mee aan het programma The Masked Singer.